# Cameraria sadlerianella
Cameraria sadlerianella là một loài bướm đêm thuộc họ Gracillariidae. Loài này có ở Hoa Kỳ (California và Oregon).
Chiều dài cánh trước là 4.3-4.9 mm.
Ấu trùng ăn Quercus sadleriana. Chúng ăn lá nơi chúng làm tổ. Tổ nằm ở mặt trên của lá.